# 이시온 (희극인)
이시온(1981년 5월 28일 ~ )은 대한민국의 희극 배우이다.

## 출연작

### 방송
- 개그야 (MBC)

### 드라마
- 2009년 : KBS2 《솔약국집 아들들》 - 수예점에서 수예 하고있는 여자 역